# 경상북도의 코로나19 범유행
다음은 경상북도에서의 코로나19 범유행에 대한 설명이다.

## 경과
2020년 2월 18일, 경상북도에서 첫 확진 사례가 발생하였다. 영천시에 거주하는 47세 남성으로, 경북대병원에 입원하여 26일 퇴원하였다.
2020년 2월~2023년 5월에 사망자가 크게 늘어나 2114명으로 늘어났다. 청도군, 경산시, 칠곡군, 청송군, 예천군,  봉화군, 영천시, 구미시, 포항시, 경주시, 성주군, 의성군, 문경시, 김천시, 영주시, 울릉군, 고령군, 안동시, 상주시, 울진군, 영덕군, 군위군에서 첫 코로나 사망자 발생하였다. 안동의료원, 김천의료원, 동국대경주병원, 포항의료원 외 67개소에서 치료중 사망하였다.
2021년 11월 7일 경상북도 누적 확진자는 1만명 돌파하였다.
2022년 1월 28일 경상북도 누적 확진자는 2만명 돌파하였다.
2022년 2월 7일 경상북도 누적 확진자가 3만명 돌파하였다.
2022년 2월 13일 경상북도 누적 확진자가 4만명 돌파하였다.
2022년 2월 17일 경상북도 누적 확진자가 5만명 돌파하였다.
2022년 2월 20일 경상북도 누적 확진자가 6만명 돌파하였다.
2022년 2월 23일 경상북도 누적 확진자가 7만명 돌파하였다.
2022년 2월 25일 경상북도 누적 확진자가 8만명 돌파하였다.
2022년 2월 27일 경상북도 누적 확진자가 9만명 돌파하였다.
2022년 3월 1일 경상북도 누적 확진자가 10만명 돌파하였다.
2022년 3월 8일 경상북도 누적 확진자가 15만명 돌파하였다.
2022년 3월 12일 경상북도 누적 확진자가 20만명 돌파하였다.
2022년 3월 16일 경상북도 누적 확진자가 25만명 돌파하였다.
2022년 3월 19일 경상북도 누적 확진자가 30만명 돌파하였다.
2022년 3월 25일 경상북도 누적 확진자가 40만명 돌파하였다.
2022년 4월 1일 경상북도 누적 확진자가 50만명 돌파하였다.
2022년 4월 10일 경상북도 누적 확진자가 60만명 돌파하였다.
2022년 4월 27일 경상북도 누적 확진자가 70만명 돌파하였다.
2022년 7월 12일 경상북도 누적 확진자가 80만명 돌파하였다.
2022년 8월 10일 경상북도 누적 확진자가 90만명 돌파하였다.
2022년 8월 24일 경상북도 누적 확진자가 100만명 돌파하였다.